# Chiesa di San Giovanni (Alà dei Sardi)
La chiesa di San Giovanni Battista è un edificio religioso di Alà dei Sardi, sita nel centro storico del paese in Provincia di Sassari, a pochi metri di distanza dalla chiesa parrocchiale di Sant’Agostino.
Questa chiesa venne edificata certamente prima del 1830. San Giovanni è importante per il paese perché esso ha ospitato per circa settant'anni la statuetta in legno della Madonna del Rosario, che ha la sua dimora nella chiesa parrocchiale. Dal 1880 al 1961, anno della restaurazione di Sant'Agostino, la statua è stata conservata qui, e ad essa hanno rivolto le loro preghiere gli alaesi devoti.